# ساموت ساکون
ساموت ساکون یا ساموت ساکن (به انگلیسی: Samut Sakhon) یکی از شهرهای کشور تایلند است. مساحت آن ۸۷۲ کیلومترمربع می‌باشد. جمعیت این شهر در سال ۲۰۱۴ بالغ بر ۶۰٬۱۰۳ نفر برآورد شده‌است.
استان ساموت ساخون از نظر تقسیمات کشوری بخشی از ناحیه مرکزی تایلند به حساب می‌آید.